# Neotinea
Neotinea es un género con unas siete  especies de orquídeas de la subfamilia Orchidoideae (familia Orchidaceae) que están muy próximas al género Orchis.  Se distribuyen por Europa y Asia Menor. Son de hábitos terrestres y tienen tubérculos.

## Descripción
Las hojas son oblongas con una longitud de 5 cm, crecen desde los nódulos subterráneos que tienen un tamaño máximo de 6 cm y son redondos
 
Las inflorescencias que son erectas en espiga, salen de la roseta basal de hojas y  presentan una densa floración con flores pequeñas. Floreciendo desde abril hasta junio. El color puede variar desde blanco, rosa, y  verdoso. 

## Hábitat
Se desarrolla en prados y terrenos a la luz solar directa o media sombra.

## Usos medicinales
La harina de sus tubérculos llamada salep es muy nutritiva y demulcente. Se usa en dietas especiales de convalecientes y niños. Es muy rica en mucílago y forma una demulcente y suave gelatina que se usa para el canal gastrointestinal irritado. Una parte de harina con cincuenta partes de agua son suficientes para formar la gelatina. El tubérculo para preparar la harina debe ser recolectado cuando la planta está recién seca después de la floración y cuando ha soltado las semillas.

## Taxonomía
El género fue descrito por   Heinrich Gustav Reichenbach   y publicado en Poll. Orchid Genera 29. 1852. La especie tipo es: Neotinea maculata Stearn
Etimología
Las orquídeas obtienen su nombre del griego "orchis", que significa testículo, por la apariencia de los tubérculos subterráneos en algunas especies terrestres. La palabra 'orchis' la usó por primera vez  Teofrasto (371/372 - 287/286 a. C.), en su libro  "De historia plantarum" (La historia natural de las plantas ). Fue discípulo de Aristóteles y está considerado como el padre de la botánica y de la ecología.
Neotinea nombre genérico nombrado en honor de Vincenzo Tineo (1791 - 1856) un profesor italiano de botánica.
Sinonimia
- Tinea Biv. 1833

## Especies deNeotinea
- Neotinea commutata  (Tod. ) R.M.Bateman
- Neotinea conica  (Willd. ) R.M.Bateman
- Neotinea corsica  (Viv. ) W.Foelsche  = Neotinea lactea
- Neotinea lactea  (Poir. ) R.M.Bateman, Pridgeon & M.W.Chase
- Neotinea maculata (Desf. ) Stearn
  - Neotinea maculata (Desf.) Stearn var. stricta J.Landwehr
- Neotinea tridentata  (Scop. ) R.M.Bateman, Pridgeon & M.W.Chase
- Neotinea ustulata  (L. ) R.M.Bateman, Pridgeon & M.W.Chase  
  - Neotinea ustulata (L. ) R.M.Bateman, Pridgeon & M.W.Chase ssp. aestivalis   (Kümpel ) Jacquet & Scappat.